# Lee Strobel
Lee Patrick Strobel (Arlington Heights, 25 de janeiro de 1952) é um escritor cristão e foi jornalista investigativo americano. É autor de diversos livros, quatro dos quais receberam o Prêmio ECPA Christian Book Awards (1994, 1999, 2001, 2005) e uma série que aborda desafios à veracidade do cristianismo. Apresentou um programa de televisão chamado Faith Under Fire na PAX TV e mantém um site apologético em vídeo. Strobel foi entrevistado em vários programas de televisão nacionais, incluindo 20/20 da ABC, Fox News e CNN.

## Vida e carreira
Strobel nasceu em Arlington Heights, no estado americano de Illinois. Ele se formou em jornalismo pela Universidade do Missouri e fez mestrado em direito pela Yale Law School, tornando-se jornalista do Chicago Tribune e de outros jornais por 14 anos. Em 1980, o programa de premiação do jornal UPI Illinois Editors Association deu-lhe o primeiro lugar no serviço público (o prêmio Len H. Small Memorial) por sua cobertura do teste de impacto do carro Ford Pinto em Winamac, Indiana. Strobel mais tarde se tornou editor assistente administrativo do Daily Herald, antes de deixar o jornalismo em 1987.
Strobel era ateu quando começou a investigar as afirmações bíblicas sobre Cristo após a conversão de sua esposa. Motivado pelos resultados de sua investigação, ele se tornou cristão aos 29 anos.
Strobel era pastor da Willow Creek Community Church em South Barrington, Illinois, de 1987 a 2000, antes de mudar seu foco para escrever e produzir seu programa de TV, Faith Under Fire. Ele continua a falar periodicamente em igrejas e é membro do conselho da Willow Creek Association. Em 2007, ele recebeu um título de doutor honorário pelo Southern Evangelical Seminary em reconhecimento por suas contribuições para a apologética cristã. Strobel e sua esposa Leslie têm dois filhos e vários netos. Sua filha Alison é uma romancista, e seu filho Kyle é professor assistente de teologia espiritual e formação na Talbot School of Theology.

## Trabalhos selecionados

### Em Defesa de Cristo
O livro, Em Defesa de Cristo (em inglês, The Case for Christ) resume as entrevistas de Lee com treze estudiosos cristãos evangélicos - Craig Blomberg, Bruce Metzger, Edwin Yamauchi, John McRay, Gregory Boyd, Ben Witherington III, Gary Collins, D.A. Carson, Louis Lapides, Alexander Metherell, William Lane Craig, Gary Habermas e JP Moreland. - No qual eles defendem seus pontos de vista sobre a confiabilidade histórica do Novo Testamento. A experiência pessoal de Strobel ao encontrar esses estudiosos e suas crenças foi replicada para o cinema no drama de 2017 de mesmo nome.

### Em Defesa da Fé
Em seu livro, Em Defesa da fé: um jornalista investiga as mais duras objeções ao cristianismo, Strobel responde às dúvidas sobre o cristianismo, incluindo o problema do mal, a contradição entre milagres e ciência, se Deus é digno de adoração se mata crianças inocentes, Jesus é o único caminho para Deus e a história de opressão e violência da igreja.

### O Caso do Criador
O Caso do Criador consiste em entrevistas com defensores do design inteligente e apologistas cristãos que defendem a existência de um criador. Alguns desses defensores incluem William Lane Craig, Robin Collins, Jay Richards, J.P. Moreland e vários outros defensores.

### O caso do verdadeiro Jesus
O caso do verdadeiro Jesus: um jornalista investiga os ataques atuais à identidade de Cristo apresenta uma série de contra-argumentos para desafiar a visão cristã evangélica. Strobel aborda as diferenças entre a representação de Jesus nos evangelhos não canônicos contra os quatro evangelhos canônicos, se a igreja mudou esta representação ao longo do tempo, novas explicações que desafiam a ressurreição de Jesus, as origens propostas da história de Jesus nas religiões pagãs, se Jesus cumpre as profecias messiânicas e se as pessoas contemporâneas devem ter a liberdade de acreditar no que quiserem sobre Jesus.

### Livro de Respostas para o Caso do Cristianismo
O Livro de Respostas para o Caso do Cristianismo usa um formato de perguntas e respostas para abordar questões típicas sobre o Cristianismo, incluindo a consistência interna da Bíblia, interseções entre religião e ciência, o problema do mal e a ressurreição de Jesus.

### Outros livros
Strobel diz que escreveu Por Dentro da Mente de Harry e Maria Sem a Igreja (em ingês, Inside the Mind of Unchurched Harry and Mary) para ajudar a avançar a compreensão dos leigos sobre o Cristianismo e para aumentar a eficácia dos esforços evangelísticos, e diz que o livro inclui percepções extraídas de suas próprias experiências como ex-ateu sobre por que as pessoas evitam Cristandade.
Experimentando a paixão de Jesus foi escrito juntamente com Garry Poole como um guia de discussão para o filme de Mel Gibson, A Paixão de Cristo.